# Estcourt Station
Estcourt Station (a 180 m d'altitud i amb 4 habitants) és una població dins el Big Twenty Township al comtat d'Aroostook dels Estats Units. És al punt més al nord de Maine i de Nova Anglaterra. Estcourt Station es troba en la frontera internacional entre l'estat de Maine (Estats Units) i el Quebec (Canadà) i a l'extrem sud del Llac Pohenegamook. El nom de la població deriva de la població canadenca adjacent d'Estcourt (Quebec), la qual forma part del municipi de Pohénégamook (Quebec).
Estcourt no té accés per carretera pública amb la resta de Maine si no s'entra des del Canadà però hi ha una xarxa de carreteres privades (gestionades per empreses de la fusta) que la connecten amb la resta de Maine.
Estcourt Station també està connectada amb Hydro-Québec per al subministrament d'electricitat i rep aigua potable i altres serveis a través de Pohénégamook.
Hi ha estacions de control de la frontera principalment per a controlar el pas de camions amb fusta.

## Incident Michel Jalbert
L'octubre de 2002 hi va haver un desafortunat (unfortunate) incident fronterer (tal com el va descriure el Secretari d'Estat Colin Powell) que va implicar Michel Jalbert, un resident a Pohénégamook, que va ser empresonat als Estats Units durant 35 dies després d'haver comprat gas a Estcourt Station fora de les hores operatives normals del US Customs Service. Els agents van dir que Jalbert era un delinqüent convicte (acusat de robatori al Canadà en 1990 quan tenia 19 anys) i que duia una arma de foc al seu camió (era en època de la caça de perdius).